# 신정근
신정근(1966년 9월 26일 ~ )은 대한민국의 배우이다.

## 학력
- 안양공업전문대학 전자정보학과

## 배우활동
1987년 극단 ‘하나’에서 연기를 시작해 극단 ‘광장’ 등에서 약 50여편의 연극을 소화하며 연극배우로 인정을 받았다. 1997년 영화 〈일팔일팔〉로 첫 스크린 데뷔를 하였으며, 2002년 〈복수는 나의 것〉을 통해 본격적으로 영화계로 입문한다. 2009년 영화 〈거북이 달린다〉에서 개성 넘치는 캐릭터로 호연을 펼치며 진가를 발휘, 대중들에게 큰 호응을 얻었다. 또한 이 작품으로 그해 부산영화평론가 협회상 남우조연상을 수상 하기도 했다.

## 출연 작품

### 영화
| 연도 | 제목                     | 역할              | 비고     |
| ---- | ------------------------ | ----------------- | -------- |
| 1997 | 일팔일팔                 | 경찰1 / 순찰경찰2 |          |
| 2002 | 복수는 나의 것           | 노동자3           |          |
| 2002 | 챔피언                   | 김윤구            |          |
| 2003 | 와일드 카드              | 넙치              |          |
| 2003 | 황산벌                   | 김흠순            |          |
| 2004 | 아홉살 인생              | 검은 제비 부      |          |
| 2004 | 달마야, 서울 가자        | 모자 아저씨       | 우정출연 |
| 2005 | 왕의 남자                | 이극균            |          |
| 2006 | 구세주                   | 아가리            |          |
| 2006 | 사생결단                 | 고 계장           |          |
| 2006 | 잘 살아보세              | 촉새              |          |
| 2006 | 라디오 스타              | 미사리 남 사장    | 우정출연 |
| 2007 | 동갑내기 과외하기 레슨 2 | 영상 교수         |          |
| 2007 | 날아라 허동구            | 상철              |          |
| 2007 | 즐거운 인생              | 업소 사장         | 우정출연 |
| 2008 | 더 게임                  | 물새              |          |
| 2008 | 님은 먼 곳에             | 대대장            | 우정출연 |
| 2008 | 신기전                   | 판수              |          |
| 2009 | 거북이 달린다            | 용배              |          |
| 2009 | 킹콩을 들다              | 큰 형님           | 우정출연 |
| 2009 | 애자                     | 준원              |          |
| 2010 | 구르믈 버서난 달처럼     | 유 대감           |          |
| 2010 | 방가?방가!               | 최 반장           | 우정출연 |
| 2011 | 평양성                   | 김흠순            |          |
| 2011 | 적과의 동침              | 봉기              |          |
| 2012 | 하울링                   | 서 반장           |          |
| 2012 | 시체가 돌아왔다          | 조 팀장           |          |
| 2012 | 차형사                   | 유 반장           |          |
| 2012 | 바람과 함께 사라지다     | 석대현            |          |
| 2012 | 광해, 왕이 된 남자       | 이정랑            |          |
| 2012 | 강철대오: 구국의 철가방  | 소경정            | 특별출연 |
| 2013 | 은밀하게 위대하게        | 박씨              |          |
| 2013 | 깡철이                   | 야가미            |          |
| 2013 | 더 파이브                | 백남철            |          |
| 2014 | 끝까지 간다              | 반장              |          |
| 2014 | 해적: 바다로 간 산적     | 용갑              |          |
| 2015 | 위험한 상견례 2          | 한달식            |          |
| 2016 | 터널                     | 강단장            |          |
| 2016 | 대결                     | 황 노인           |          |
| 2017 | 대장 김창수              | 조덕팔            |          |
| 2018 | 식구                     | 순식              |          |
| 2019 | 기묘한 가족              | 오소장            |          |
| 2020 | 강철비 2: 정상회담       | 장기석 부함장     |          |
| 2022 | 외계+인 1부              | 우왕              |          |
| 2022 | 탄생                     | 임치화            |          |
| 2024 | 외계+인 2부              | 우왕              |          |

### 드라마
| 연도 | 방송사  | 제목                                 | 역할            |
| ---- | ------- | ------------------------------------ | --------------- |
| 2009 | KBS2    | 남자 이야기                          | 사채 사장       |
| 2009 | SBS     | 시티홀                               | 지 국장         |
| 2009 | SBS     | 스타일                               | 소병식          |
| 2011 | SBS     | 여인의 향기                          | 노성식          |
| 2013 | KBS2    | 드라마 스페셜 연작 시리즈 - 시리우스 | 이현구          |
| 2014 | SBS     | 피노키오                             | 최달평          |
| 2015 | KBS2    | 후아유 - 학교 2015                   | 학생주임 선생님 |
| 2015 | SBS     | 너를 사랑한 시간                     | 오정근          |
| 2017 | JTBC    | 언터처블                             | 용학수          |
| 2018 | tvN     | 미스터 션샤인                        | 행랑아범        |
| 2018 | tvN     | 남자친구                             | 김장수          |
| 2019 | tvN     | 호텔 델루나                          | 김선비          |
| 2021 | SBS     | 라켓소년단                           | 배 감독         |
| 2023 | SBS     | 국민사형투표                         | 최진수          |
| 2023 | Disney+ | 비질란테                             | 방 씨           |
| 2024 | JTBC    | 비밀은 없어                          | 송민수          |
| 2025 | Disney+ | 트리거                               | 구형태          |

## 작품 외 활동

### 광고
| 연도 | 기업명       | 제품명           | 비고 |
| ---- | ------------ | ---------------- | ---- |
| 2018 | 삼성자산운용 | 삼성자산운용     |      |
| 2020 | 삼본전자     | 신검 : 검과 마법 |      |

## 수상 및 후보
| 연도 | 시상식                      | 부문                 | 작품               | 결과 |
| ---- | --------------------------- | -------------------- | ------------------ | ---- |
| 2009 | 제10회 부산영화평론가협회상 | 남우조연상           | 거북이 달린다      | 수상 |
| 2011 | 제33회 황금촬영상           | 인기남우상           | 평양성             | 수상 |
| 2020 | 제29회 부일영화상           | 남우조연상           | 강철비 2: 정상회담 | 후보 |
| 2020 | 제7회 한국영화제작가협회상  | 남우조연상           | 강철비 2: 정상회담 | 수상 |
| 2021 | 제41회 청룡영화상           | 남우조연상           | 강철비 2: 정상회담 | 후보 |
| 2021 | 제57회 백상예술대상         | 영화부문 남자 조연상 | 강철비 2: 정상회담 | 후보 |